# Цахкунк (Армавір)
Цахкунк (вірм. Ծաղկունք) — село в марзі Армавір, на заході Вірменії. Село розташоване на лівому березі річки Касах, за 3 км на північний захід від міста Вагаршапат та за 2 км на схід від села Овтамеч. Сільська церква датується 19 століттям.